# Španski Maroko
Španski Maroko bio je naziv za kopneni pojas duž obale Sredozemnog mora (s gradovima Seuta i Melilja) i tzv. Tarfajsku prugu na jugu današnjeg Maroka što je od 1912. (prema Ugovoru iz Feza) pa do 1956. bio španski protektorat. Protektorat je prestao postojati španskim priznavanjem nezavisnosti Maroka 1956. godine. Glavni grad bio je Tetouan.
Ostalim delom zemlje je pod nazivom Francuski Maroko upravljala Francuska, dok se južno od francuske uprave nalazila tadašnja kolonija Španska zapadna Afrika.
Grad Tanger proglašen je međunarodnom zonom. Ovaj status bio je privremeno suspendovan u vreme Drugog svetskog rata kad su ga zbog očekivane Italijanske invazije, okupirale španske snage.

## Istorija
Protektorat je ustanovljen u vreme Druge špaske republike, zadržavši formalno i dalje islamski sastav kadijskog sudstva. Iz Španskog Maroka 1936. Fransisko Franko je poveo neuspešni vojni udar protiv novoizabranih socijalista u Španiji što je preraslo u Španski građanski rat koji je 1939. završio Frankovom pobedom.
Kako su marokanske muslimanske jedinice prve podržale Franka, Protektorat je nakon Frankovog dolaska na vlast uživao veće političke slobode nego Španija u vreme njegove diktature.
Španski i Francuski Maroko dobijaju istovremeno (1956.) nezavisnost, dok Španija i dalje pod svojom upravom zadržava Plasas de soberanía i druge kolonije izvan Maroka, kao Špansku zapadnu Afriku.